# セーシェルの国章
セーシェルの国章（セーシェルのこくしょう）は、1976年の独立に伴い制定された。中央に盾が配されている。盾には、緑の地面の上にカメが描かれ、他にココナッツの木が生えている。その後ろには青い海と2つの島、ボートが見える。盾には銀色の兜がかぶせられ、その上にシラオネッタイチョウが青と白の波上を飛んでいる。盾は、左右2匹の旗魚によって支えられている。盾の下には、国の標語である「最後に仕事は報われる(Finis Coronat Opus)」という言葉がラテン語で抱えられている。

直轄植民地の紋章（1903年から1961年まで）
直轄植民地の紋章（1961年から1976年まで）
独立後の国章（1976年から1996年まで）